# 第12回全国高等学校選抜ラグビーフットボール大会
第12回全国高等学校選抜ラグビーフットボール大会は、2011年4月1日から4月6日まで熊谷ラグビー場にて予定されていた全国高校選抜ラグビー大会である。東北地方太平洋沖地震の影響で中止となった。

## 概要
2011年3月25日に中止を発表。

## 出場予定だった高校
北海道ブロック
- 札幌山の手
- 立命館慶祥

東北ブロック
- 秋田工
- 仙台育英
- 秋田中央

関東ブロック
- 桐蔭学園
- 國學院栃木
- 國學院久我山
- 茗溪学園
- 日川

北信越ブロック
- 飯田
- 新潟工

東海ブロック
- 春日丘
- 四日市農芸

近畿ブロック
- 京都成章
- 常翔学園
- 東海大仰星
- 御所実

中国ブロック
- 尾道

四国ブロック
- 北条

九州ブロック
- 東福岡
- 大分舞鶴
- 長崎南山
- 熊本西
- 佐賀工
- 長崎北陽台

開催県枠
- 正智深谷

チャレンジ枠
- 市立船橋
- 洛北

実行委員会推薦枠
- 三好
- 崇徳